# Riddim (musique)
Pour les articles homonymes, voir Riddim.
Sous-genres
Future riddim, riddim garage, riddim expérimental, deep riddim, death riddim, hybride riddim, wonky riddim
Genres dérivés
Tearout, colour bass
Le riddim, aussi appelé Trench, ou Swamp, est un sous-genre du dubstep connu pour son utilisation intensive de basses répétitives et minimalistes et d'arrangements de percussions en triplets. Il porte le même nom que le genre jamaïcain qui l'a influencé, ainsi que le dubstep, dérivé à l'origine du dub, du reggae et du dancehall. Originaire du Royaume-Uni, plus précisément de Croydon, au début des années 2010, en tant que résurgence du style utilisé par les premiers morceaux de dubstep, le riddim commence à s'imposer sur la scène de la musique électronique vers 2014-2015.
Bien que critiqué pour ses drops parfois répétitifs, il a gagné en popularité grâce à plusieurs DJ de musique électronique connus qui jouent des chansons du sous-genre dans leurs sets en direct, ainsi qu'à plusieurs artistes de musique électronique connus qui produisent le genre.

## Histoire

### Origines et évolution
Le terme « riddim » est la prononciation en patois jamaïcain du mot en anglais rhythm. Ce genre dérivé est issu du dub, du reggae et du dancehall. Bien que le terme ait été largement utilisé par les MC depuis les débuts du dancehall et de la musique garage, il est ensuite adopté par les producteurs et les fans américains de dubstep pour décrire ce que l'on appelait à l'origine le « wonky dubstep ». En tant que sous-genre, le riddim commence à s'imposer sur la scène de la musique électronique vers 2015.
Comme toutes les œuvres musicales riddim sont dubstep, leurs histoires et leurs artistes notables peuvent être considérés comme étroitement liés. Le riddim peut être retracé jusqu'à plusieurs artistes dubstep, y compris Jakes et Rusko. Bien qu'il ne soit pas considéré comme un artiste riddim, Rusko a d'abord produit du dubstep qui comportait des motifs de lignes de basse semblables à ceux des riddims. Jakes est considéré par beaucoup comme le premier artiste riddim, et a servi d'inspiration directe à la vague suivante de producteurs. De cette vague, des artistes comme Subfiltronik sont reconnus pour avoir établi ce que l'on appelle aujourd'hui le riddim,. Plusieurs autres artistes contribuent à l'essor du sous-genre, notamment Bukez Finezt, Coffi, Drippy, The Monsters, Coki de Digital Mystikz et Kromestar.

### Croissance
En janvier 2018, le DJ et producteur allemand Virtual Riot sort son EP German Engineering, axé sur le riddim, qui se classe à la 11e place du classement des ventes d'albums Dance/Electronic du Billboard,. En février 2019, l'artiste américain certifié disques de platine Marshmello collabore avec le producteur de riddim Svdden Death pour sortir la chanson Sell Out. Bien que la chanson ait été critiquée pour être une « solution de facilité pour augmenter la variété » dans la discographie de Marshmello, la chanson se classe dans le classement Hot Dance/Electronic Songs du Billboard à la 36e place. L'EP Voyd : 1.5 de Svdden Death, sorti plus tard, débute à la 8e place du classement Dance/Electronic Albums de Billboard.

## Caractéristiques
Le riddim utilise des couches répétitives et minimalistes et des arrangements de percussions en triplets dans un style rythmique. Comme le dubstep, le riddim est souvent produit à un rythme de 140 à 150 battements par minute et le producteur de riddim Infekt note qu'il avait comparativement plus d'« espace », d'atmosphère et de « textures super sombres. » Jayce Ullah-Blocks d'EDM Identity caractérise le riddim moderne par la présence de signaux en dents de scie et de Low frequency oscillators (LFO), de larges delays et d'une grande utilisation de flanger et de chorus.

## Sous-genres

### Future riddim
Dans la seconde moitié des années 2010, le future riddim commence à gagner en notoriété grâce à des producteurs de musique comme Oolacile et Ace Aura. Le future riddim se caractérise par une utilisation de synthés futuristes et "colorés", influencés par le melodic dubstep et le future bass. Il est notamment le précurseur de certains genres comme le melodic riddim et le colour bass.

### Briddim
Tout au long de l'histoire du riddim, le genre s'est souvent croisé avec le brostep, créant ainsi le sous-genre du briddim, qui combine les sons plus lourds de la caisse claire et du kick du riddim avec le design sonore du brostep. Le genre se fera proclamé "faux riddim" ou "riddim inauthetitique" par la communauté riddim au Royaume-Uni. Son nom "Briddim" se fera popularisé par Wooli et le groupe Kompany, lors de la sortie de leur musique "Briddim Bomb" vers la seconde moitié de 2010. À la même époque, le Briddim donnera naissance au viking riddim, un genre créé par le DJ et producteur français Samplifire, qui inclue une ambience menaçante ainsi que des samples vocaux/chops vocaux de viking.